# Oberea adumbrata
Oberea adumbrata là một loài bọ cánh cứng trong họ Cerambycidae.